# TQM
TQM（Total Quality Management、総合的品質管理、総合的品質マネジメント、総合的品質経営）とは、TQCで唱えられた、組織全体として統一した品質管理目標への取り組みを経営戦略へ適用したものである。

## 概要
TQMは、1980年代のアメリカでその考え方が提唱された。当時は、日本の企業、特に製造業に対しての研究が盛んであった。その研究の中、日本独自の進化を遂げたTQC、QCに対して注目が集まった。両者ともアメリカから日本にもたらされたものである。トップダウン型のTQCは、日本ではQCサークルに代表されるボトムアップ型の活動に独自に進化し、日本型TQCと呼ばれていた。
日本型TQCの特徴であるQCサークルが持つ「カイゼンし続ける」という特徴を取り入れ、アメリカの企業風土に合うようにトップダウン型の意思決定プロセスによる品質マネジメントを行う手法、TQMが考え出された。また、単に製造業に留まらず、あらゆる業態の企業での適用が考えられたものである。品質の考え方に顧客満足度を取り入れており、実際サービス業などへの適用例も多い。
TQMの特徴は、企業のトップが制定した経営戦略を、ブレイクダウンして品質目標、顧客満足度目標まで落とし込んで全社的に展開することである。
1980年代後半から1990年代初頭にかけて、TQMは多くのアメリカの企業で導入され、アメリカ復活の原動力の1つとなったとも言われる。日本では、バブル崩壊後の不況下で、アメリカの復活の原動力の研究の中で注目されるようになり、マネジメントという考え方が浸透するにつれてTQCが徐々にTQMへと置き換わっていった。